# マリオ・ラーゴ (政治家)

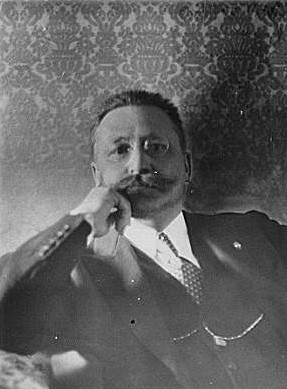
マリオ・ラーゴ（1929年）

マリオ・ラーゴ (イタリア語: Mario Lago 1878年9月25日 - 1950年4月27日) は、イタリアの政治家、外交官。イタリア領エーゲ海諸島の初代総督（任期: 1922年 - 1936年）。

## 生涯
1878年にサヴォーナで生まれる。ペヴェラーニョで外交官としての経験を積んだのち、1922年から1936年までイタリア領エーゲ海諸島の初代総督を務める。彼の政策は長期的な視点に立ち、住民の民族や文化を尊重するものだった。彼はギリシャ人、トルコ人、ラディーノ・ユダヤ人などが入り混じるロドス島の住民たちをまとめ、イタリアの統治下に収めることに成功した。またラーゴは、地元のギリシャ人と他民族との婚姻を奨励した。この時代のドデカネス諸島は経済発展を遂げ、社会の調和も進展したことから「黄金時代」と言われることもある
。
またラーゴは、ロドス島を中心とするエーゲ海諸島で大規模な公共事業を行った。レロス島にイタリア王国海軍の基地として新都市ポルトラーゴ（現ラッキ）が建設され、農村のペヴェラーニョ・ロディオはイタリア人の入植の中心となった。